# اتحاد هندوراس لكرة القدم

الشعار السابق

تأسس اتحاد هندوراس الوطني المستقل لكرة القدم (بالإسبانية: Federación Nacional Autónoma de Fútbol de Honduras)‏ في عام 1935م وانضم إلى الإتحاد الدولي لكرة القدم في 1946م وإنضم إلى اتحاد أمريكا الشمالية لكرة القدم في 1961م.

## روابط إضافية
- Honduras at the FIFA website.